# ثنائي ميثيل السلفوكسيد
ثنائي ميثيل السلفوكسيد (DMSO) هو مركب كبريتي عضوي يحمل الصيغة الكيميائية (CH3)2SO. يتصف بأنه مذيب قطبي غير مانح للهيدروجين شفاف، يذيب كلا من المركبات القطبية وغير القطبية، كما أنه امتزاجي في الكثير من المذيبات العضوية بالإضافة للماء.
يمتلك ثنائي ميثيل السلفوكسيد نقطة انصهار نسبيا عالية. ومن صفاته أن الشخص الذي يتعرض جلده لهذا السائل يشعر بنكهة الثوم في فمه.
ويعد العالم الروسي ألكسندر ميخائيلوفيتش زايتسيف أول من صنع هذا المركب عام 1866 وسجل نتائج أبحاثه في عام 1867.